# Tarenna arborescens
Tarenna arborescens är en måreväxtart som beskrevs av Henry Nicholas Ridley. Tarenna arborescens ingår i släktet Tarenna och familjen måreväxter. Inga underarter finns listade i Catalogue of Life.